# Technische Universiteit Delft
Technische Universiteit Delft eller blot TU Delft (engelsk: Delft University of Technology) er et teknisk universitet beliggende i Delft i Nederlandene. Det er landets største tekniske universitet og har 14.300 indskrevne studerende (2007) og 2.100 videnskabeligt ansatte (inkl. 200 professorer). TU Delft er medlem af IDEA League og ligger i toppen af Times Higher Educations ranking af tekniske universiteter. 
Universitetet blev oprettet som kongeligt akademi 8. januar 1842 med Antoine Lipkens som grundlægger og direktør. Det blev nedlagt i 1864 og erstattet af en polyteknisk læreanstalt, der i 1905 fik navnet Technische Hogeschool van Delft. Højskolen fik samtidig status af universitet og fik ret til at tildele doktorgrader.
Oprindeligt var universitetet beliggende i bygninger i centrum af Delft, men i anden halvdel af det 20. århundrede blev universitet samlet på ét campusområde. Fra 1997 har alle universitetets aktiviteter været samlet her.
Pr. 2005 havde TU Delft otte fakulteter, der tilbyder 16 bacheloruddannelser og 30 masteruddannelser.